# Bahnhof Blaufelden
Der Bahnhof Blaufelden ist ein Bahnhof in der Gemeinde Blaufelden im Landkreis Schwäbisch Hall in Baden-Württemberg. Er wurde 1869 an der Bahnstrecke Crailsheim–Königshofen eröffnet und war von 1900 bis 1996 ein Trennungsbahnhof, in dem die Strecke nach Langenburg abzweigte. Das Empfangsgebäude aus dem Jahr 1869 steht unter Denkmalschutz.

## Geschichte
Im Jahre 1869 wurde das Bahnhofsgebäude erbaut. Am 23. Oktober 1869 nahmen die Königlich Württembergischen Staats-Eisenbahnen den Bahnhof Wallhausen zusammen mit dem Streckenabschnitt Crailsheim–Mergentheim der Bahnstrecke Crailsheim–Königshofen in Betrieb.
1899 wurde im Bahnhof drei mechanische Stellwerke der Bauform Jüdel in Betrieb genommen.
Im Bahnhof Blaufelden zweigte von 1900 bis 1996 die etwa 12 Kilometer lange Bahnstrecke nach Langenburg ab, der Personenverkehr auf der Nebenbahn wurde bereits 1963 eingestellt. Die Trasse ist jedoch nach wie vor dem Bahnverkehr gewidmet.
1965 wurden die drei Stellwerke durch ein neues, in der Signalwerkstatt Ulm hergestelltes mechanisches Stellwerk der Bauform Einheit im Empfangsgebäude ersetzt.
Das Empfangsgebäude in Blaufelden wurde 2013 versteigert und anschließend renoviert.
Das Stellwerk wurde wegen anhaltenden Personalmangels, der bereits mehrfach zu einer Einstellung des Betrieb der durch Blaufelden führenden Strecke führte, am 25. Mai 2023 außer Betrieb genommen. Ende 2023 wurde es stillgelegt und die Formsignale abgebaut. Seitdem wird der Bahnhof offiziell als Haltepunkt geführt. Die Gleisanlagen existieren noch, lediglich die Weichenverbindungen wurden unterbrochen. Zuvor kritisierte die Initiative Pro-Tauberbahn das Vorhaben, sie befürchtete eine Verschlimmerung der ohnehin schon zahlreichen Verspätungen auf der Strecke. Langfristig ist geplant, den Bahnhof wieder als solchen zu reaktivieren und dafür ein von Niederstetten aus ferngestelltes elektronisches Stellwerk zu errichten.

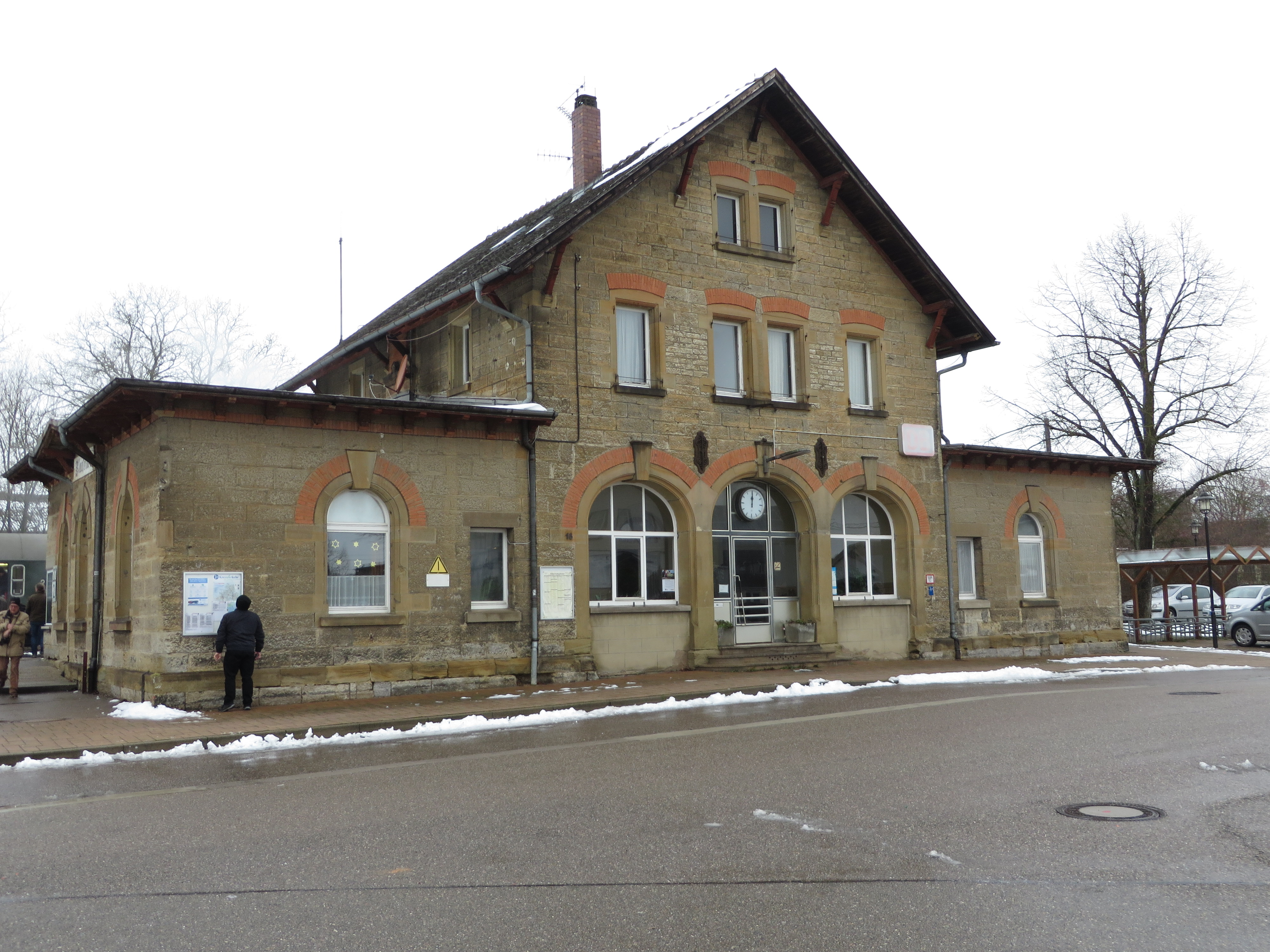
Empfangsgebäude Straßenseite
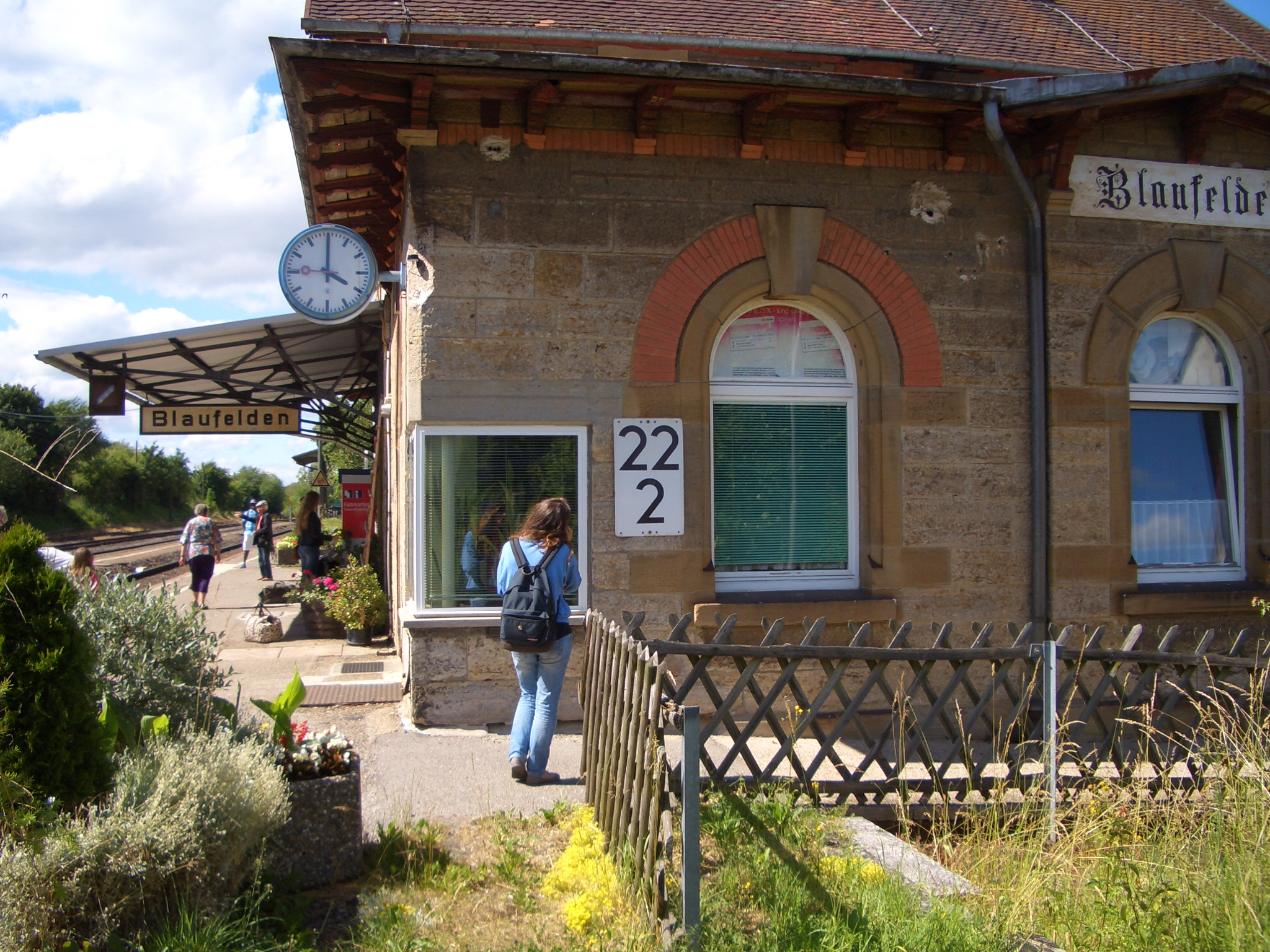
Empfangsgebäude mit Hausbahnsteig
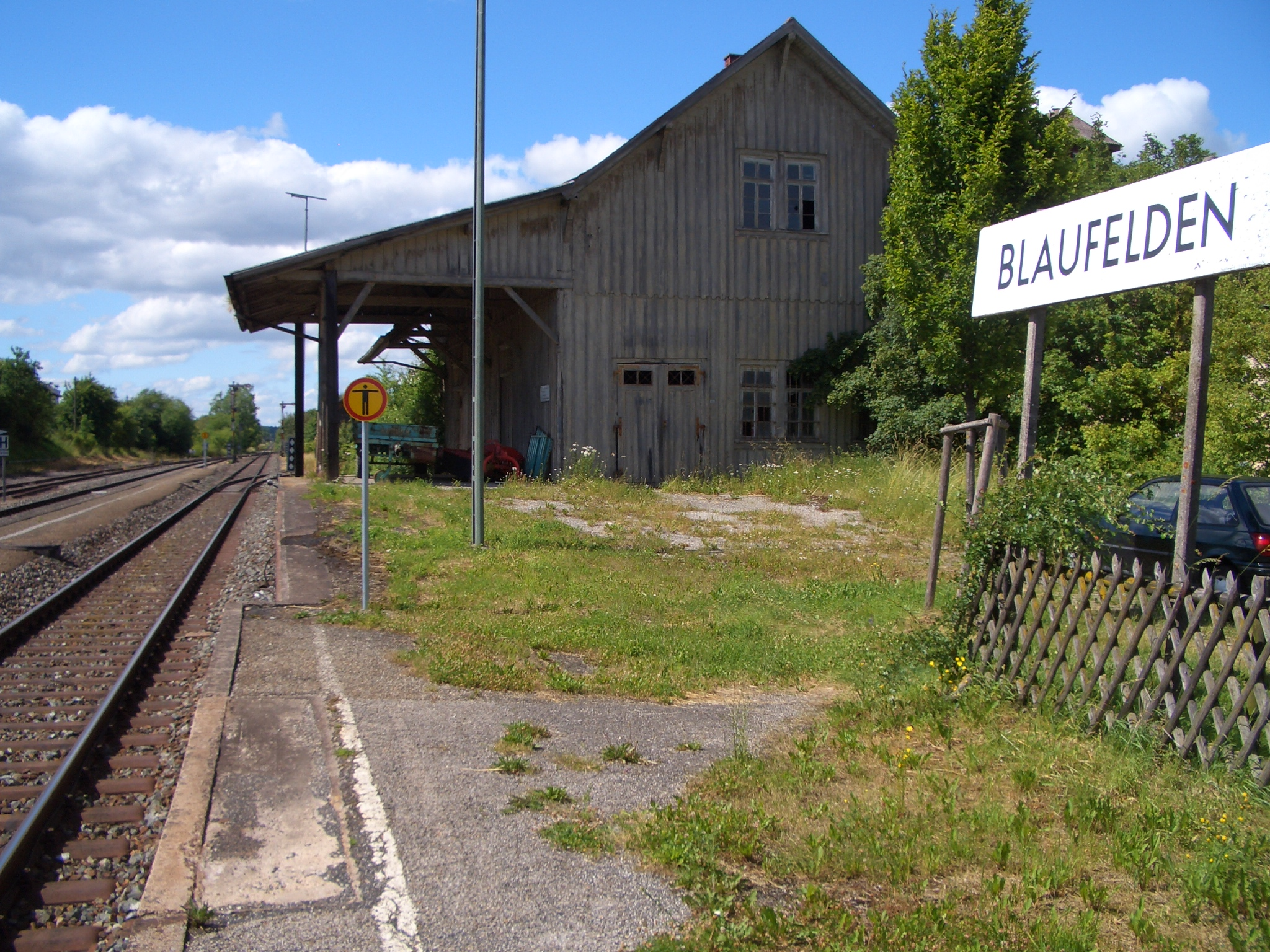
Ehemaliger Güterschuppen

## Denkmalschutz
Das ehemalige Empfangsgebäude befindet sich in der Bahnhofstraße 18. Es steht als sonstiges Denkmal unter Denkmalschutz und ist Teil der Sachgesamtheit Bahnstrecke Bad Mergentheim–Crailsheim: Württembergische Taubertalbahn mit Bahnhöfen, Nebengebäuden, Brücken, Gleisanlagen und sämtlichem stationärem und beweglichem Zubehör.